# Homothyrea cinctipennis
Homothyrea cinctipennis är en skalbaggsart som beskrevs av Lansberge 1882. Homothyrea cinctipennis ingår i släktet Homothyrea och familjen Cetoniidae. Utöver nominatformen finns också underarten H. c. werneri.